# Paraclytus emili
Paraclytus emili är en skalbaggsart som beskrevs av Holzschuh 2003. Paraclytus emili ingår i släktet Paraclytus och familjen långhorningar. Inga underarter finns listade i Catalogue of Life.